# Giuseppe Fabbri
Giuseppe Fabbri (Pieve di Cento, 23 luglio 1901 – Roma, dopo il 1991) è stato un giornalista, pittore e ceramista italiano.
Fu un personaggio dalla poliedrica e vasta attività culturale e artistica nei settori del teatro, della pittura e come ceramista di orientamento futurista.
Era cugino dei fratelli Remo (1890-1977) e Francesco Fabbri (1876-1962) entrambi pittori di Pieve di Cento.

## Biografia
Iniziò la carriera giornalistica a Bologna entrando nel 1921 all'«Assalto», allora diretto da Giorgio Pini.
Successivamente si trasferì a Milano: nel 1923 scrisse per «L'Illustrazione italiana», fu redattore capo de “I Giovani” e direttore del giornale futurista “L’Antenna”.
A Roma nel 1930 fu condirettore della “Quarta Roma” e redattore capo del quotidiano “Ottobre” e corrispondente dalla capitale di un gruppo di quotidiani del nord Italia.
A partire dal 1928 fu promotore di una breve ma intensa stagione creativa di ceramiche futuriste a Faenza. Fabbri effettuò il disegno, affidando la realizzazione a Riccardo Gatti, Mario Ortolani e Anselmo Bucci. La presentazione dei primi risultati avvenne nell'autunno 1928 all'interno di una rassegna locale, dove furono esposte dieci ceramiche disegnate da Dal Monte e dieci da Giacomo Balla. Dopo la mostra il progetto di Fabbri si ampliò, mirando a produrre ceramiche su disegno di molti altri futuristi, nonché ferri battuti e marmi lavorati in stile futurista. Dopo altre mostre, Fabbri riprese il lavoro di giornalista. Si dedico ancora alla ceramica nel secondo dopoguerra.
Trasferitosi nella Libia italiana, fu redattore capo del quotidiano «La Cirenaica» di Bengasi (1931-1932) e inviato dei quotidiani «Il Mattino», «Corriere Padano» e «L’Impero».
Nel 1936 fu corrispondente di guerra de “La Tribuna”, in Africa Orientale e quindi della “Gazzetta del Popolo”, vicedirettore del “Corriere dell'Impero”, direttore della rivista “Etiopia” e del settimanale “L'impero illustrato”, corrispondente di guerra della “United Press”, e de “La Sera”, “il Resto del Carlino”, “Il Messaggero” e la “Gazzetta del popolo”.
Nel 1941 cadde prigioniero delle truppe britanniche. Durante i cinque anni di prigionia iniziò a dipingere: fece le predelle e le tavole sacre per le chiese delle missioni cattoliche del Kenya, dell’Uganda e del Tanganica.

## Opere
Giuseppe Fabbri è stato autore di saggi, romanzi, commedie, canti e poesie. 
- Il trionfo della macchina. Commedia futurista
- Sarabanda. Lupanare azzurro, Edizioni Upid, Milano 1927
- Rapsodie africane, E. Bartolozzi, Milano 1933
- Sarab fonte del deserto, Editrice Coloniale Italiana, Tivoli 1935
- Canti africani, Edizioni del Babuino, Roma 1951 (prefazione di Vincenzo Cardarelli)
- Vita segreta di Gesù, Edizioni del Babuino, Roma 1952 (prefazione di Giuseppe Ricciotti)
- Vita ignota di San Francesco, Bussola, Roma 1957
- Canti olimpici, Edizioni Bussola, Roma 1960
- Canti d'Africa, Cardini, Roma 1966 (prefazione di Aldo Palazzeschi)
- Il leone di Giuda in gabbia, Bussola, Roma 1983
- La comunità mondiale dopo il tremila. Eventi e personalità del secolo XX, Roma, Serarcangeli, 1988
- Zaffate di vento, Cultura Duemila, Ragusa 1989